# 681년

## 연호
- 당(唐) 영륭(永隆) 2년 / 개요(開耀) 원년

## 기년
- 당(唐) 고종(高宗) 32년
- 신라(新羅) 문무왕(文武王) 21년 / 신문왕(神文王) 원년

## 사건
- 10월 - 교황 레오 2세, 80대 로마 교황으로 취임.
- 음력 7월 1일 - 신라, 문무왕이 세상을 떠남. 대왕암에 묻힘. 아들 정명이 신문왕으로 왕의 자리에 오르다.
- 음력 8월 8일 - 신라에서 김흠돌의 난이 일어났다.

## 사망
- 1월 10일 - 교황 아가토, 79대 로마 교황.
- 신라(新羅)의 왕비 문명왕후(文明王后)
- 7월 21일(음력 7월 1일) - 신라(新羅) 30대 왕 문무왕(文武王).
- 음력 8월 8일 - 신라 김흠돌.
- 고구려(高句麗)의 무신(武臣) 사부구(師夫仇)